# Torsten Kracht
Torsten Kracht est un footballeur allemand né le 4 octobre 1967 à Grimma. Il était défenseur.

## Carrière
- 1985-1991 : 1. FC Lokomotive Leipzig
- 1991-1993 : VfB Leipzig ( Allemagne)
- 1993-1994 : VfB Stuttgart ( Allemagne)
- 1994-1995 : VfB Leipzig ( Allemagne)
- 1995-1999 : VfL Bochum ( Allemagne)
- 1999-2001 : Eintracht Francfort ( Allemagne)
- 2001-2003 : Karlsruher SC ( Allemagne)
- 2003-2004 : VfB Leipzig ( Allemagne)[2]

## Palmarès
- Coupe de RDA de football : 1986, 1987